# Unité load-store
En génie informatique, une unité load-store (load-store unit ou LSU, en français : unité de chargement-stockage) est une unité d'exécution spécialisée d'un processeur, responsable de l’exécution de toutes les instructions de chargement et de stockage, de la génération d’adresses virtuelles pour les opérations de chargement et de stockage,, et du chargement des données à partir de la mémoire ou de leur stockage en mémoire à partir des registres.
L’unité load-store comprend généralement une file d’attente qui sert de zone d’attente pour les instructions de mémoire, et l’unité elle-même fonctionne indépendamment des autres unités de processeur.
Les unités load-store peuvent également être utilisées dans le traitement vectoriel, et dans ce cas, le terme « load/store vectoriel » peut être utilisé.
Certaines unités load-store sont également capables d’exécuter des opérations simples en virgule fixe et/ou en nombres entiers.